# Sonet 95 (William Szekspir)

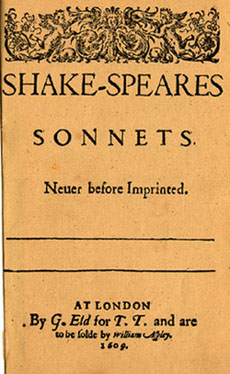
Strona tytułowa pierwszego wydania sonetów Shakespeare’a

Sonet 95 (Twa słodycz w piękno twą hańbę przemienia) – jeden z cyklu sonetów autorstwa Williama Shakespeare’a. Po raz pierwszy został opublikowany w 1609 roku.

## Treść
W sonecie tym podmiot liryczny, który przez niektórych badaczy jest utożsamiany z autorem, próbuje pokazać, że przewinienia tajemniczego młodzieńca – chociaż są powszechnie znane – nie będą powodem kary. Jest tak dlatego, że jego uroda nie pozwala na nieprzychylne wobec niego działania.